# バーテンダー (漫画)
『バーテンダー』（Bartender）は、原作：城アラキ、漫画：長友健篩による日本の漫画作品。2004年から2011年まで『スーパージャンプ』（集英社）にて連載され、同誌の休刊後に『グランドジャンプ』（同社）に移籍し、2011年1号から3号まで連載された。『グランドジャンプ』での連載は3回で終了し、翌号（2012年4号）からは作画が加治佐修に、主人公なども変更された『バーテンダー à Paris』、『バーテンダー à Tokyo』、『バーテンダー6stp』が連載された。完結編である『バーテンダー6stp』には本作の登場人物が数人登場し、「その後」が描かれている。2024年のテレビアニメ化を記念して、『グランドジャンプ』にて2024年11号より同年15号まで集中連載された。
2006年10月14日から、同名のテレビアニメがフジテレビ、BSフジにて放送された。また、2011年2月よりテレビドラマがテレビ朝日系列で放送された。
バーテンダーの佐々倉溜（ささくら りゅう）を主人公とし、バーに訪れる客やバーテンダー、溜を取り巻く人々たちのエピソードが描かれる。とりわけ漫画のテーマとなるのは、もともと酒に付されていたエピソードを紹介するものであり、カクテルからウイスキーまで幅広い。漫画の物語は、溜がフランスから帰ってくるシーンから始まる。主人公がフランス帰りという点は、城アラキの代表作『ソムリエ』と共通する部分である。
2022年9月時点で単行本の累計発行部数は360万部を突破している。

## 登場人物
声の項は特記のない場合、テレビアニメ第2作（『神のグラス』）における声優。

### イーデンホール R&T
ガラス製のビーカー、英語版
佐々倉 溜（ささくら りゅう）
声 - 水島大宙（第1作） / 寺島拓篤（第2作）
本作の主人公。初登場時26歳。学生時代に六本木のBar・風のオーナー、加瀬に弟子入りしバーテンダーを志す。一流大学に合格するも進学せず、単身フランスへ渡り、ヨーロッパ食品協会主催のカクテルコンテストに優勝し、アジア人として初めて各国VIPにカクテルをサービスした日本人青年。彼の作るカクテルの味は「神のグラス」と呼ばれている。パリのラッツホテルにてチーフバーテンダーを務めていたが、帰国。
仕事とプライベート、カウンターの中と外、オンオフの切り替えは徹底していて、バーのカウンターで見せる洗練された大人のバーテンダーの彼と、それ以外の場所で見せるおちゃらけた子供っぽい彼は同一人物とは思えないほど差が歴然としている。たとえ悩み迷いを抱えていても、それを客には決して見せない。
まだ若いが、バーテンダーの何たるかを心と身体で理解しており、作中でそれを説くこともしばしばあるが、一方で自分の未熟さを痛切に理解し、反省し、お客様に心から感謝することを忘れない勉強家でもある。
カクテルを通じてたくさんのお客様の心の問題を解決する手伝いをしていく。一度問題を解決してもらったお客様が別の問題を抱えてしまうこともしばしば。「バーテンダーにとって嫌な客はいない」と考えていることもあり、厄介な客を他の店から任されることも多い。
帰国後、いろいろなバーを見てみたいと銀座ラパン、Bar東山を経てバー「イーデンホール」の店主としてひとりで店を切り盛りし、来島泰三の強い希望でホテル・カーディナル内のホテルバー「イーデンホール」に移る。
カーディナルで初めての弟子となる翼と出会い、イーデンホールが無くなることで自分の店を持つことを決意。かつてBar・風のあった六本木の暗闇坂に「イーデンホール R&T」をオープンさせた。
亡父は、かつて「永田町の妖怪」と言われた佐々倉源一。
仕事終りには立ち飲み居酒屋か、ギョーザを食べにゆく事が多い。
続編『バーテンダー à Paris』『バーテンダー à Tokyo』の主人公・佐島 蓮（さじま れん）にも影響を与えた人物。
アニメ（第1作）
26歳。バー「イーデンホール」の店主としてひとりで店を切り盛りする、「神のグラス」と呼ばれるバーテンダー。舞台が常にイーデンホールであるためか、彼はあくまで紳士的かつ洗練されたバーテンダーの顔しか見せない。お客様に見合った様々なカクテルを出して、たくさんの“不思議”でお客様の心を魅了し、心の傷を癒す。
誕生日は1978年10月10日。
和久井 翼（わくい つばさ）
ホテル・カーディナルの幹部候補社員で、イーデンホールに配属された見習いバーテンダー。のちに独立する溜についていく決心をし、イーデンホールR&Tの従業員。当初は実家から通っていたが、母親の病気が発覚したことで父が早期退職し、父母で沖縄へ移住したため、一人暮らしをすることになる。
バーテンダーとしては未熟であるが、その素質は溜はじめ多くの人が認めており、事務能力の無い溜に代わり実務面を多く引き受けている。

### ホテル・カーディナル
来島 美和（くるしま みわ）
声 - 藤村歩（第1作） / 南條愛乃（第2作）
初登場時26歳（3巻23話より）。東京・汐留のホテル・カーディナルのホテル料飲部勤務。来島泰三の孫娘で、マンガ・アニメともに第1話で登場した神嶋の部下である（人事部以外、社内に彼女の素性を知る者はいない）。物心つく前に両親を亡くしたため、祖父である来島に育てられた。溜に逢ってからというもの、酒の問題に関しては常に彼に相談を持ちかけており、難題を解決してもらっている。祖父が過保護なせいか、普通のOLのような生活を送れない現状にいささか不満を持っている。
本人は気づいていないが、溜に気がある模様。
左の尻にほくろがあると溜に知られている。
OLだが、いつも白いソックスと運動靴を履いている。
アニメ
基本的な設定は原作と同じ。追記すべき点は、フランスに在留していた経験があることと、ストーリーテラーを務めていること。フランス在留時に彼女はホテルのバーで溜のカクテルを飲んでおり、そのときの記憶がアニメ自体の始まりのきっかけとなる。彼女の紹介がきっかけで自身の問題を解決したお客様もいる。
アニメでは、原作とくらべ、溜との精神的な交流は浅い模様。
来島 泰三（くるしま たいぞう）
声 - 石森達幸（第1作） / 麦人（第2作）
美和の祖父。来島興産の会長兼ホテル・カーディナル代表取締役。横須賀にあった割烹旅館の4代目であったが、ビジネスマンとして優秀であった彼は、旅館を大きく発展させた。が、日本旅館の運営が難しくなりつつある時代のなかで、旅館のホテル化を提唱する息子（＝美和の実父）と対立、そのまま断絶状態に入る。それから2年半が過ぎた頃、息子夫妻が事故で他界。ひとり残された幼い美和を引き取って育てる一方、来島興産を屈指のホテルグループへと成長させる。
溜のカクテルの味と観察力・旺盛なサービス心をいたく気に入り、彼をホテル・カーディナルに引き抜こうと画策していたが、その計画はついに実現することとなる。
アニメ
基本的な設定は原作と同じだが、登場シーンは少ない。
川上 京子（かわかみ きょうこ）
声 - 松井恵理子
「Bar 南」の見習いバーテンダー。カクテルコンクールで来島泰三と溜に実力を買われカーディナルに移った。バーテンダーとしての腕は未熟で荒削りだが、負けん気は人一倍強い。「Bar 南」時代より佐々倉と面識がある。大酒飲みで酒にあまり酔わない《大ザル》。
樋口 由香利 (ひぐち ゆかり)
声 - 白石晴香
ホテル・カーディナルの女性社員で、来島美和の後輩。ホテルマンとしての自覚があまりなく、グラスの種類やカクテルの名前も覚えていないほどのお気楽な性格。美和に連れられ「バー・ラパン」を訪れた際、佐々倉溜の指の動きに魅せられ、恋をしてしまう。のちに、内心では望んでいない結婚を決めるも、溜からアレキサンダーというカクテルにまつわるエピソードを聞かされ、結婚を思い留まる。
アニメ
来島美和と同行しホテルのバーテンダー探しに翻弄する。
神嶋（かみしま）
声 - 小形満（第1作） / 山本格（第2作）
ホテル・カーディナルの飲料部部長で来島美和の上司。ホテルのバーにとってはバーテンダーなど添え物に過ぎないと考えおり、｢バーテンには何の期待もしていない｣と公言していた。溜が作った水割りの美味さに感銘を受けたことで、その認識を改める。
アニメ
基本的な設定は原作と同じ。第1作では学生時代に経験したエピソードを原作第3話のバーに訪れた青年客（別人）の設定を用いてる。

### Bar・K
葛原 隆一（くずはら りゅういち）
声 - 家弓家正（第1作） / 内田直哉（第2作）
通称「ミスター・パーフェクト」。バーテンダーながら叙勲を受け、ホテル・ダイヤモンド・スターの取締役にまで就任した凄腕の持ち主。カクテルブックも上梓している。
未熟な弟子を破門したり、不完全とみなしたカクテルを捨てたり、使用した材料や技量にはストイックなまでに固執する。それは、彼が常にお客様を畏怖しているためである。ゆえに奇をてらった溜のカクテルを認めながらも、彼の技量自体は否定している。
最終的にはダイヤモンド・スターの経営悪化に関して『我々経営陣が詰め腹を切るべき』との持論からリストラの対象に挙がった白石（後述）を庇い引退の道を選ぶ。
最終話ではイーデンホールR&T店内で弟子の白石に対し父との和解も含めその行く先を示しながら、ある程度の成長を認めた溜にも最後の課題を与え、彼ら後進の成長を見届けながら一線を退く。
「Bar・K」のオーナー・バーテンダー。
アニメ
東山とともに酒の解説をしたり、時には美和や東山と一緒にストーリーテラーに徹することもある「裏方」。バーテンダーとしての技量を発揮するのは7話と11話のみである。
原作とアニメでの性格の差が最も激しい人物。
白石 賢（しらいし けん）
バーテンダーになれば早く自分の店を持つことが出来ると葛原に弟子入りした若手バーテンダー。幼くして両親を別れ、暗い過去を背負っている。
北海道にて偶然溜と鉢合わせし、父親とも再会を果たし過去を克服した。
当初は特に翼を敵対視していたようだが、それが自分自身の嫉妬によるものと気づき、過去を克服したこともあり現在では翼とはとても良好な関係。Hell's Armsにて勉強会をしたりしている。

### Hell's Arms
上原（うえはら）
声 - 新垣樽助
六本木のバー「Hell's Arms」のオーナー・バーテンダー。ユリの師匠。同じ沖縄出身という理由から誰の紹介もない彼女を雇った。オヤジギャグが玉に瑕（きず）だが、ユリにとって最高の師匠である。駆け出しの頃の溜を知っている数少ないひとり。
Hell's Armsは失踪した息子が加入していた暴走族のチーム名。
金城 ユリ（きんじょう ユリ）
声 - 白石涼子
「Hell's Arms」に勤めるバーテンダー。沖縄から上京してきた。腕っ節が強く、空手をやっていて並の男なら素手で倒せる。バーテンダーになってから3年目の駆け出しでキャリアは京子とさほど変わらないが、腕・知識・接客ともに京子より上。初対面で京子のライバル的存在になるが、その後はよき友人となる。

### 作中に登場するバーテンダー
東山 稔（ひがしやま みのる）
声 - 矢島正明（第1作）
銀座のバー「Bar 東山」のオーナー・バーテンダー。「サービスの東山」と呼ばれ、「技の葛原」とともに銀座では有名なバーテンダー。その鋭い観察眼でお客様の心を癒すカクテルをつくり、チーフバーテンダーのヘルプで入った溜にお客様を心の底から見抜き、お客様に見合ったサービスを提供することの難しさと大切さを教える。
アニメ
葛原とともに酒の解説をサポートする「裏方」。葛原同様、美和とともにストーリーテラーになることもある。彼の腕が見られるのは葛原同様、7話と11話のみとなっている。
後述にあるが、原作での彼の役割を果たしているのは別の人物である。
倉田（くらた）
「Bar東山」での溜の良き先輩。銀座イーデンホールの頃に恋人の父親とともに溜を訪れ、後に恋人と結婚。後に独立し「Bar倉田」のオーナー・バーテンダー。
北方（きたかた）
声 - 東地宏樹
新宿・歌舞伎町のバー「North Wind」のバーテンダー。溜が最初に勤めたバー「Bar 風」の先輩で、溜にバーテンダーとしての基礎中の基礎を全部教えた。粗野できつい口をたたく男だが、バーのお客様を「野戦病院の患者」として受け入れ、溜や師匠である加瀬を思いやる深い優しさを秘めている。
加瀬 五朗（かせ ごろう）
声 - 堀内賢雄
溜が最初に勤めたバー「Bar 風」のオーナー。まだ駆け出しだった溜にバーテンダーの心構えを教えた。溜がパリへ行ったのと前後して倒れ、入院生活を送る。物語終盤で溜と再会し、1日だけ「Bar 風」をオープンさせ、多数の客にカクテルを振る舞った後に息を引き取る。
南 浩一（みなみ こういち）
声 - 花輪英司
「Bar 南」のオーナー・バーテンダー。京子の師匠で、日本でもトップクラスのバーテンダー。葛原の後輩でもある。温和で弟子思いで、努力家の京子を陰ながら応援している。
赤津 慎二（あかつ しんじ）
六本木のバー「BAR RED DRAGON」のオーナー・バーテンダーで、この作品では珍しいフレア・バーテンダー。暗闇坂への出店権を巡り溜と対決したが、負けを認め溜に譲った。その後は溜と和解し、イーデンホールR&Tに顔を出すことも。
矢崎（やざき）
札幌市で「BAR YAZAKI」を営む老バーテンダー。客の横顔の切り絵を作る。パリから日本に戻ったばかりの溜に道を示したことが語られている。店の外観・客の横顔の切り絵を作成するなど、実在のバーテンダー・山崎達郎をモデルとする。

### お客
早瀬 宏昭（はやせ ひろあき）
声 - 野島裕史
「三竹商事」の部長で、次期北米支社長候補のエリート。年齢は40台前半。妻は海外出張中に病死、子どもはいないと思われる。イーデンホールで医師君島瑠美と葉巻の一件で仲を深めるが、地方勤務が決まった君島と最後の食事の約束をするも急な仕事で果たせず。
数年後に東京勤務に戻った君島とホテルバー「イーデンホール」で再会する。紆余曲折を経て、ホテルバー「イーデンホール」閉店時には結婚し、子供を儲けていた。
相馬 幸司（そうま こうじ）
声 - 加藤精三（第1作）
衆議院議員。父の代からの政治家であり、幼いころは童話作家を志していた。
有罪判決を受け、2年間の刑務所生活を送る。その後、再選を果たしている。溜の父親とはかつて政敵でもあった。
実母の世話をするために政治家を引退する。
真木 祐輔（まき ゆうすけ）
声 - 飛田展男
銀座6丁目のバー「イーデンホール」のオーナー。東山とは知り合いで、一代で銀座にビルやマンションを所有する資産家になった。一見、金に執着するケチな老人に見えるが、価値があると納得できたものには出す金を惜しまない、金の使い方を熟知している老人である。

## 書誌情報
- 本作では話数のカウントに「Glass」が用いられている（例：第1話であれば"Glass 1"と表記）。このスタイルはアニメ第1作、テレビドラマも同様。単行本の表紙には、お酒の説明が英語で書かれている。
- 原作：城アラキ、漫画：長友健篩 『バーテンダー』 集英社〈ジャンプ・コミックス デラックス〉、全21巻
  1. 『優しい止まり木』2004年12月8日発売、ISBN 4-08-859454-1
  2. 『完璧な味』2005年5月7日発売、ISBN 4-08-859495-9
  3. 『バーの顔』2005年9月7日発売、ISBN 4-08-859528-9
  4. 『旅人のための一杯』2006年1月10日発売、ISBN 4-08-859553-X
  5. 『One for the Road』2006年6月7日発売、ISBN 4-08-859575-0
  6. 『葉巻の煙』2006年10月9日発売、ISBN 4-08-859599-8
  7. 『マティーニの顔』2007年1月9日発売、ISBN 978-4-08-859616-7
  8. 『イーデンホールの幸運』2007年5月7日発売、ISBN 978-4-08-859638-9
  9. 『最初の「客」』2007年9月9日発売、ISBN 978-4-08-859666-2
  10. 『たゆたえども沈まず』2008年2月9日発売、ISBN 978-4-08-859688-4
  11. 『それぞれの転機』2008年5月7日発売、ISBN 978-4-08-859707-2
  12. 『クロス・ロード』2008年10月8日発売、ISBN 978-4-08-859732-4
  13. 『失敗の優しさ』2009年2月9日発売、ISBN 978-4-08-859758-4
  14. 『献杯』2009年7月8日発売、ISBN 978-4-08-859786-7
  15. 『過去』2009年11月9日発売、ISBN 978-4-08-859799-7
  16. 『竹鶴・リタの物語』2010年3月4日発売、ISBN 978-4-08-859827-7
  17. 『明日への扉』2010年8月4日発売、ISBN 978-4-08-859844-4
  18. 『バーの宝物』2010年12月29日発売、ISBN 978-4-08-859866-6
  19. 『旅立ち』2011年3月23日発売、ISBN 978-4-08-859879-6
  20. 『善い人』2011年9月7日発売、ISBN 978-4-08-859894-9
  21. 『サヨナラの教え』2012年2月17日発売、ISBN 978-4-08-858786-8
- 原作：城アラキ、漫画：長友健篩 『バーテンダー 〜イーデンホール〜』 集英社〈ヤングジャンプコミックス〉、2024年8月19日発売、ISBN 978-4-08-893410-5

## 登場するお酒
名前が登場するお酒、ボトルから銘柄が読み取れるものを対象とする。ノンアルコールカクテルも含む。説明があるお酒は、巻数を太字で記載する。

### カクテル
酎ハイもカクテルとする。
- アースクエイク（1巻）
- アイ・オープナー（1巻）
- 青い珊瑚礁（18巻）
- アバディーン・アンガス （5巻）
- アフター・ファイブ （10巻）
- アマレット・アレキサンダー （2巻）
- アムール （6巻）
- アメリカン・ビューティ （9巻） 赤いバラの品種からネーミング。
- アレキサンダー （1巻、2巻、4巻、8巻）
- アンバー・ドリーム （2巻） 琥珀の夢。
- ウーウー （10巻）
- ウォッカ・マティーニ （7巻）
- ウォーター・メロン・ボール （10巻）
- エチュード （1巻）
- エメラルド・クーラー　（18巻）
- エンジェル・ティップ （3巻）　エンジェル・キッス
- オールド・パル （1巻）
- カーディナル （9巻）
- カイピリーニャ （4巻） 田舎のお嬢さん。ブラジル大統領が法律を定めた。
- カシスウーロン （6巻）
- カシス・オレンジ （1巻、8巻）
- カンパリ・シェカラート （10巻）
- カンパリ・ソーダ （6巻、8巻）
- キール （10巻）
- キール・ロワイヤル （10巻）
- ギムレット （6巻） レイモンド・チャンドラー、「ギムレットには早すぎる」
- キューバ・リブレ （9巻）
- グラスホッパー （1巻、2巻）
- コープス・リバイバー （1巻）
- コスモポリタン （5巻、9巻）
- ゴッドファーザー （6巻）
- ゴッドマザー （2巻、6巻）
- サイドカー （1巻、4巻、7巻、9巻）
- ジャック・ター （10巻）
- ジャック・ローズ （4巻）
- シャルトリューズ・トニック（4巻）
- シャルル・ジョルダン（1巻）
- シンガポール・スリング （8巻） ラッフルズ・スタイル
- ジントニック （3巻、5巻、8巻、9巻）　トニック(TONIC) ＝「元気づける」の意味
- ジン・バック （4巻）
- ジンフィズ （1巻、5巻） バーテンダーとしての基本技術。
- スクリュー・ドライバー （10巻） 混ぜるのに使ったのがドライバーだった。
- スーズ・ギムレット（1巻）
- スーズ・トニック （6巻）
- スティンガー （4巻）
- スプモーニ （6巻、8巻、9巻）
- スレッジハンマー （10巻）
- スロージンフィズ （10巻）
- ソルティードッグ （1巻、9巻） 塩が半分:ハーフムーン。塩のデコレーションが無い:ブルドック、テールレスドック。
- ダイキリ （1巻）
- デス・イン・ザ・アフターヌーン （10巻） 午後の死
- トム・アンド・ジェリー （7巻）
- ナッティー・アイリッシュマン （10巻）
- ニコラシカ （4巻、8巻）
- ノーネーム （6巻）
- バーテンダー （2巻）
- ハイボール （1巻、3巻、9巻）
- パスティス・ウォーター （3巻）
- ハネムーン （1巻）
- パリジャン （6巻）
- バレンシア （6巻）
- バンブー （6巻）
- B-52 （10巻）
- B&B （4巻）
- ビジュー （2巻） ジンの白がダイヤ、シャルトリューズのグリーンがエメラルド、ベルモットの赤がルビー。
- ビトウィーン・ザ・シーツ （9巻）
- ファジー・ネーブル （1巻）
- フェアリー・ベル （8巻）
- フェルネット・ブランカ・ソーダ （6巻）
- ブラック・ベルベット （2巻）
- ブラッディ・シーザー （4巻） クラマト
- ブラッディ・ブル （5巻）
- ブラッドレス・メアリー （4巻）　毒と薬。
- ブランデー・バック （4巻）　バックとは、スピリッツにレモンとジンジャエールを加えて作るカクテル。
- ブル・ショット （5巻）
- フレンチ・コネクション （4巻、6巻）
- ブロージョブ （10巻）
- ベリーニ （1巻、3巻）
- ヘミングウェイ・ダイキリ （3巻）　パパダイキリ、ワイルドダイキリ。
- ホーセズ・ネック （8巻）
- ホット・グロッグ （9巻）
- ポーラー・ショート・カット （6巻）
- ホワイト・レディ （7巻）
- 抹茶ウーロン （1巻）
- マティーニ （1 - 3巻、5巻、6巻、7巻、9巻） キング・オブ・カクテル。ベルモットのボトルを眺めながらジンを飲む、チャーチル・スタイル。
- マルガリータ （4巻） 死なせた恋人の名前。
- マンハッタン （1巻、2巻）
- ミモザ （3巻、9巻）
- ミリオン・ダラー （8巻）
- ムーランルージュ （3巻）　赤い風車、幻想。
- モスコミュール　（3巻） モスコ＝モスクワ、ミュール＝騾馬（ラバ）。ジンジャー・ビア。
- モヒート （7巻） ヘミングウェイ。
- ラスティ・ネイル （2巻）
- ラスト・キッス （9巻）
- レッド・アイ （1巻、6巻） リバイバー・カクテル。
- ロバート・バーンズ　（5巻）
- ロブ・ロイ （5巻）

### ノンアルコール カクテル
- シンデレラ （1巻）

### ウォッカ
- スピリタス （4巻）　ポーランド。アルコール度数96度。世界一アルコール度数が高い[12]。
- スミノフ （3巻、5巻、7巻、9巻）
- バルカン・ウォッカ （4巻）　ブルガリア。アルコール度数88度。世界で6番目にアルコール度数が高い[12]。

### ジン
- エキュベル・ジン （3巻）
- ゴードン （3巻、7巻）
- ゴードン オレンジ・ジン（3巻）
- タンカレー （3巻、7巻、9巻）
- ノールド・ジェネヴァ （1巻）
- ビーフィーター （1 - 2巻、5巻、7巻、8 - 9巻）
- ビーフィーター クラウン・ジュエル （2巻）
- ブードルズ （7巻）
- プリマス （7巻）
- ボンベイサファイア （7巻）

### テキーラ
- グサーノ・ロホ （8巻） 虫が入っている
- クルエボ1800アネホ （8巻） 1年以上熟成
- サウザー （4巻、8巻）
- ポルフィディオ テキーラ アネホ （8巻） 2年熟成。ロバート・デ・ニーロが愛飲。

### ウイスキー
- アードベッグ （5巻）　アイラ
- オーヘントッシャン （5巻）　ローランド
- オールド・パー （2巻）
- 角（サントリー） （3巻）
- カナディアンクラブ （2巻）
- カリラ （5巻） アイラ海峡
- グレンモーレンジ （5巻）　ハイランド
- グレンバーギ （5巻）
- グレンフィディック （5巻）　スペイサイド
- グレンリベット （5巻）　スペイサイド
- ジョニー・ウォーカー （9巻） レッドラベル、グリーンラベル。
- 白札 （3巻）
- スキャパ （5巻）　アイランズ
- スプリングバンク （5巻）　キャンベルタウン
- タリスカー （5巻）　アイランズ
- ニッカ・シングルカスク （7巻）
- ハイランドパーク （5巻）　アイランズ
- バランタイン （5巻、6巻） キーモルト
- フェイマス・グラウス （5巻、8巻）
- ボウモア （5巻）　アイラ
- マッカラン12年 （1巻、5巻、9巻） スペイサイド
- マッカラン50年 （2巻）
- マッカラン1946 （5巻）ピート。命の水。
- ザ・マッカラン カスク・ストレングス （9巻）
- ミルトンダフ （5巻）
- ラガヴーリン （1巻、5巻）　アイラ
- ラフロイグ （5巻）　アイラ
- ロバート・バーンズ　（5巻）
- ロングロウ （5巻）　キャンベルタウン

### ブランデー
- イル・ド・レ （10巻） コニャック。
- ヴォギエ　マール・ド・ブルゴーニュ （6巻）
- クルボアジェ （2巻）
- DRC マール・ド・ブルゴーニュ （6巻）
- ポール・ジロー　キュベ・スペシャル75年 （6巻）
- ヘネシー （9巻）
- ヘネシー・ファーストランディング （3巻）
- ヘネシー・リシャール （3巻、8巻）
- マーテル （2巻）
- レミー・ルイ13世 （3巻）

### ラム
- 小笠原ラム （9巻） 日本、小笠原。
- コルコル （9巻） 日本、南大東島。アグリコール。
- デメララ （6巻）
- バカルディ （3巻、9巻） ホワイトラム、ブラックラム。
- ハバナ・クラブ （7巻）
- ヘリオスラム （9巻） 日本、沖縄。
- ラパラン （3巻）
- ルリカケス （9巻） 日本、徳之島。
- レジェンド・オブ・キューバン・ラム （1巻）
- レモンハート（10巻）

### ワイン・シャンパン
- エグリウーリエ （2巻）
- オーバーチュア （5巻）
- カヴァ （6巻）
- クロ・デュ・メニル （3巻）
- サロン （3巻）
- G.H.マム （10巻）
- シャトー・ディケム 1806年 （1巻）
- シャトー・ペトリュス （2巻）
- シャトー・ムートン 1945年 （2巻）
- シャトー・ラトゥール 1982年 （3巻）
- シャトー・ラフィット・ロートシルト 1799年 （1巻）
- モエ・エ・シャンドン （2巻）
- ロデレール・エステート・ブリュット （4巻）
- ロマネ・コンティ 1978年 （1巻）

### ビール
- ギネス （1巻、2巻）

### リキュール
- アブサン （3巻、10巻）　ニガヨモギ。
- アマレット （2巻、6巻） アンズの核。愛のリキュール。
- エギュベル （2巻） カカオ。
- カンパリ （8巻）
- グランマルニエ （3巻）　オレンジ。
- クレーム・ド・カカオ （3巻）
- クレーム・ド・カシス （6巻）
- キューゼニア （6巻）　アプリコットブランデー
- コアントロー （2巻、6巻、7巻、8巻、9巻）
- サザンカンフォート （10巻）ピーチ。
- ジェット27 （2巻） ペパーミント。ボトルのスペルミス、Pippermint。
- シャルトリューズ （2巻、4巻）　薬草系。世界で最も古い時代に作られたリキュールの１つ。オリジナルは1605年。ジョーヌ（黄）、ヴェール（緑）、VEP（熟成タイプ）、EVE（エクシル・ヴェジタル、植物の霊薬）。
- スーズ （1巻） ゲンチアナの根。ピカソとスーズについて。
- スロージン （10巻） スモモ。
- チンザノ・ロッソ （2巻）
- デカイパー （8巻） アプリコットブランデー。
- トーバー 和酒リキュール 柿 （3巻）
- トーバー 和酒リキュール 栗 （3巻）
- トーバー 和酒リキュール 桜 （3巻）
- ドランブイ （2巻、5巻） 蜂蜜、ハーブ。
- パスティス （3巻） 薬草系。　ペルノ、リカール、パスティス51、パスティス、ベルジェ・ブラン。
- ヒーリング チェリー （8巻）
- ベネディクティン （4巻、8巻） ハーブ、蜂蜜。
- フェルネット・ブランカ （6巻）　薬草。ビターリキュール。
- マラスキーノ （3巻）　チェリー
- モーツァルト （2巻） チョコレート。

### その他（未分類）
- アプリコット・ブランデー （3巻）
- アモンティリャード　（4巻）　シェリー。
- オロロソ　（4巻）　シェリー。
- カサーシャ （4巻）　ピンガ。サトウキビ。
- カルバドス （1巻、4巻）　シードルを蒸留して作る、リンゴのブランデー。映画『凱旋門』、イングリッド・バーグマン。
- グラッパ （9巻）
- サンデマン （9巻） ポートワイン。
- シードル （4巻） リンゴの発泡酒。
- シャンベリー （7巻）
- ジンジャー・ビア （3巻）
- ティオ・ペペ （2巻、6巻）　シェリー。
- デュボネ （2巻） ドライベルモット。
- ノイリー・プラット （2巻、7巻、9巻） ベルモット。
- 汾酒（フェンチュウ） （6巻）
- ミード （1巻）蜂蜜酒。世界最古の醸造酒。

## テレビアニメ

### 第1作
2006年10月から12月まで、フジテレビほかにて放送された。

#### スタッフ
- 原作 - 城アラキ[13]
- 漫画 - 長友健篩[13]
- 連載 - 集英社スーパージャンプ[13]
- 監督 - 渡辺正樹[7]
- シリーズ構成・脚本 - 今川泰宏[13]
- キャラクターデザイン - 木下裕孝[7]
- 色彩設計 - 村上智美[7]
- 美術監督 - 池田繁美[7]
- 撮影監督 - 松田範雄[7]
- 編集 - 瀬山武司[7]
- 音響監督 - 本山哲[7]
- 音楽 - 大嶽香子[7]
- ナレーション - 森本レオ[7]
- プロデューサー - 高瀬敦也、伊藤幸弘、山本幸治、石黒達也[7]
- アニメーションプロデューサー - 山口克巳、亀谷正博[7]
- アニメーション制作 - パルムスタジオ[7]
- 制作 - バーテンダー製作委員会[7]（フジテレビ、ポニーキャニオン、FCC）

#### 主題歌
「バーテンダー」
ナチュラル ハイ feat.椎名純平によるオープニングテーマ。作詞・作曲・編曲は大嶽香子。
「始まりのヒト」
ナチュラル ハイによるエンディングテーマ。作詞・作曲・編曲は大嶽香子。

#### 各話リスト
| 話数   | サブタイトル     | 脚本     | 絵コンテ | 演出     | 作画監督                   | 初放送日        |
| ------ | ---------------- | -------- | -------- | -------- | -------------------------- | --------------- |
| 第1話  | バーテンダー     | 今川泰宏 | 渡辺正樹 | 渡辺正樹 | 杉藤さゆり 木下裕孝 渡部周 | 2006年 10月14日 |
| 第2話  | 心のメニュー     | 今川泰宏 | 渡辺正樹 | 白石道太 | 高乗陽子                   | 10月28日        |
| 第3話  | 後悔のグラス     | 今川泰宏 | 渡辺正樹 | 鈴野貴一 | 東篠健次                   | 11月4日         |
| 第4話  | 琥珀の夢         | 今川泰宏 | 渡辺正樹 | 藤本ジ朗 | 服部憲知                   | 11月11日        |
| 第5話  | バーの忘れ物     | 今川泰宏 | 三原武憲 | 三原武憲 | Park Hong Keun             | 11月18日        |
| 第6話  | グラスの中の物語 | 今川泰宏 | 黒川文男 | 浅見松雄 | 山門郁夫                   | 11月25日        |
| 第7話  | バーの休日       | 今川泰宏 | 小林一三 | 岡崎幸男 | 小林一三                   | 12月2日         |
| 第8話  | カウンターの嘘   | 今川泰宏 | 康村諒   | 康村諒   | 大久保修                   | 12月9日         |
| 第9話  | バーの顔         | 今川泰宏 | 三原武憲 | 三原武憲 | Park Hong Keun             | 12月16日        |
| 第10話 | クリスマスの奇跡 | 今川泰宏 | 渡辺正樹 | 白石道太 | Kim Jung Chul              | 12月23日        |
| 第11話 | 命の水           | 今川泰宏 | 渡辺正樹 | 渡辺正樹 | 木下裕孝                   | 12月30日        |

#### サウンドトラック
- 「バーテンダー」オリジナル・サウンドトラック（DefSTAR RECORDS、2006年11月29日発売）

| 収録曲（タイトル）／作曲など | 収録曲（タイトル）／作曲など                      | 収録曲（タイトル）／作曲など |
| ---------------------------- | ------------------------------------------------- | ---------------------------- |
| M-01                         | NO NAME 〜神のグラス〜                            | 作曲・編曲：大嶽香子         |
| M-02                         | GRASSHOPPER 〜対決〜                              | 作曲・編曲：大嶽香子         |
| M-03                         | COSMOPOLITAN 〜色っぽさ〜                         | 作曲・編曲：大嶽香子         |
| M-04                         | MARTINE 〜精錬されたもの〜                        | 作曲・編曲：大嶽香子         |
| M-05                         | HIGHBALL 〜きつい性格〜                           | 作曲・編曲：大嶽香子         |
| M-06                         | MARGARITA 〜人形の家〜                            | 作曲・編曲：大嶽香子         |
| M-07                         | MOULIN ROUGE 〜銀座の街〜                         | 作曲・編曲：大嶽香子         |
| M-08                         | BLUEMOON 〜悲しげ〜                               | 作曲・編曲：大嶽香子         |
| M-09                         | MANHATTAN 〜美しさ〜                              | 作曲・編曲：大嶽香子         |
| M-10                         | SIDECAR 〜気弱〜                                  | 作曲・編曲：大嶽香子         |
| M-11                         | SONORA 〜歴史〜                                   | 作曲・編曲：大嶽香子         |
| M-12                         | RED EYE 〜重々しい〜                              | 作曲・編曲：大嶽香子         |
| M-13                         | BLODDY CAESER 〜ケンカ〜                          | 作曲・編曲：大嶽香子         |
| M-14                         | NIKOLASCHIKA 〜不快〜                             | 作曲・編曲：大嶽香子         |
| M-15                         | B&B 〜落ち込み〜                                  | 作曲・編曲：大嶽香子         |
| M-16                         | GODMOTHER 〜すねる〜                              | 作曲・編曲：大嶽香子         |
| M-17                         | ROB ROY 〜熟成〜                                  | 作曲・編曲：大嶽香子         |
| M-18                         | MILLION DOLLAR 〜感激〜                           | 作曲・編曲：大嶽香子         |
| M-19                         | HEMMINGWAYS DAIQUIRI 〜老人と海〜                 | 作曲・編曲：大嶽香子         |
| M-20                         | KIR ROYAL 〜悲しみ〜                              | 作曲・編曲：大嶽香子         |
| M-21                         | GIMLET 〜対峙〜                                   | 作曲・編曲：大嶽香子         |
| M-22                         | GIN TONIC 〜オヤジ〜                              | 作曲・編曲：大嶽香子         |
| M-23                         | CINDERELLA 〜期待感〜                             | 作曲・編曲：大嶽香子         |
| M-24                         | RASTY NAIL 〜人間味〜                             | 作曲・編曲：大嶽香子         |
| M-25                         | AMARETTO ALEXANDER 〜陽気〜                       | 作曲・編曲：大嶽香子         |
| M-26                         | BLACK VELVET 〜コミカル〜                         | 作曲・編曲：大嶽香子         |
| M-27                         | PARADISE 〜日常〜                                 | 作曲・編曲：大嶽香子         |
| M-28                         | MOSCOW MULE 〜優しさ〜                            | 作曲・編曲：大嶽香子         |
| M-29                         | OLD PAL 〜哀愁〜                                  | 作曲・編曲：大嶽香子         |
| M-30                         | CHRISTMAS CHAMPAGNE 〜きよしこの夜〜              | 作曲・編曲：大嶽香子         |
| M-31                         | BARTENDER 〜バーテンダー〜（piano session KW011） | 作曲・編曲：大嶽香子         |

### 第2作
2022年10月に製作を発表。『バーテンダー 神のグラス』のタイトルで、2024年4月から6月までテレビ東京にて放送された。

#### スタッフ（第2作）
- 原作 - 城アラキ、長友健篩[14]
- 監督 - 倉谷涼一[14]
- シリーズ構成 - 國澤真理子[14]
- キャラクターデザイン - 植田羊一[14]
- プロップデザイン - 中原清隆、jimao[9]
- 美術監督 - 倉田憲一[9]
- 色彩設計 - 漆戸幸子[9]
- 撮影監督 - 國重元宏[9]
- 編集 - 徳田俊[9]
- 音響監督 - 明田川仁[9]
- 音楽 - 堤博明[9]
- 音楽プロデューサー - 小林健樹
- チーフプロデューサー - 有田武将、山口貴也、紅谷佳和
- プロデューサー - 中澤貴昭、曹聡、キムリリ、奈良初男
- アニメーションプロデューサー - 宮城夢乃、持丸健
- アニメーション制作 - リーベル[14]
- 製作 - Bar hoppers

#### 主題歌（第2作）
「Stardust Memory」
川崎鷹也によるオープニングテーマ。作詞・作曲は川崎鷹也、編曲は宮田'レフティ'リョウ。
「スピカ」
上白石萌音によるエンディングテーマ。作詞はmicca、作曲・編曲は大橋好規。

#### 各話リスト（第2作）
| 話数   | サブタイトル                 | 脚本       | 絵コンテ         | 演出                    | 作画監督                                                                             | カクテル 作画監督 | 総作画監督 | 放送日        |
| ------ | ---------------------------- | ---------- | ---------------- | ----------------------- | ------------------------------------------------------------------------------------ | ----------------- | ---------- | ------------- |
| 第1話  | 優しい止まり木               | 國澤真理子 | 倉谷涼一         | 倉谷涼一                | 植田羊一 牛島勇二 新勇人                                                             | 植田羊一          | 植田羊一   | 2024年 4月4日 |
| 第2話  | 古き仲間／One for the Road   | 國澤真理子 | 殿水敦子         | 殿水敦子 門田英彦       | 越智博之 南原孝衣子 趙小川 陳玲玲 王敏 劉冬冬                                        | 牛島勇二          | 牛島勇二   | 4月11日       |
| 第3話  | 完璧な味                     | 國澤真理子 | 倉谷涼一         | 宮田亮                  | Youn Su bin 柳然晙 權恩珠 金仙渼                                                     | 植田羊一          | 植田羊一   | 4月18日       |
| 第4話  | バーの隠し味／マティーニの顔 | 國澤真理子 | ワタナベシンイチ | 宮田亮                  | 廣瀬督 Youn Su bin 柳然晙 權恩珠 金仙渼                                              | 牛島勇二          | 牛島勇二   | 4月25日       |
| 第5話  | 始まりの一滴                 | 國澤真理子 | 倉谷涼一         | 水野健太郎              | 越智博之 新勇人 森悦史 南原孝衣子 後藤孝宏 しのざきあきら しまいし 宮本武史 日下岳史 | 植田羊一          | 植田羊一   | 5月2日        |
| 第6話  | 本当の顔                     | 國澤真理子 | 殿水敦子         | 宮田亮                  | Youn Su bin 柳然晙 權恩珠 金仙渼                                                     | 植田羊一          | 植田羊一   | 5月9日        |
| 第7話  | バーテンダーの覚悟           | 國澤真理子 | 久城りおん       | 中野敬太                | 河野しおり 阿部智之                                                                  | 牛島勇二          | 牛島勇二   | 5月16日       |
| 第8話  | 挑戦                         | 倉谷涼一   | さとうふみかず   | さとうふみかず 中野敬太 | 越智博之 南原孝衣子 大塚多恵子 牛島勇二 新勇人 周佩明 李慶 鄭楓 王猛 何烨            | 植田羊一          | 植田羊一   | 5月23日       |
| 第9話  | North Wind                   | 倉谷涼一   | 殿水敦子         | 宮田亮                  | 廣瀬督 Youn Su bin 柳然晙 權恩珠 金仙渼                                              | 牛島勇二          | 牛島勇二   | 5月30日       |
| 第10話 | 心の棘                       | 國澤真理子 | 大森英敏         | JOLちゃん               | 廣瀬督 Youn Su bin 柳然晙 權恩珠 金仙渼                                              | 植田羊一          | 植田羊一   | 6月6日        |
| 第11話 | バー・風／心のメニュー       | 國澤真理子 | 殿水敦子         | 宮田亮                  | 廣瀬督 Youn Su bin 柳然晙 權恩珠 金仙渼                                              | 牛島勇二          | 牛島勇二   | 6月13日       |
| 第12話 | たいせつな仕事               | 國澤真理子 | 倉谷涼一         | 中野敬太                | 鈴木美音織 河野しおり 越智博之                                                       | 植田羊一          | 植田羊一   | 6月20日       |

#### 放送局（第2作）
| 放送期間               | 放送時間                     | 放送局     | 対象地域   | 備考                |
| ---------------------- | ---------------------------- | ---------- | ---------- | ------------------- |
| 2024年4月4日 - 6月20日 | 木曜 0:00 - 0:30（水曜深夜） | テレビ東京 | 関東広域圏 | 製作参加 / 字幕放送 |

| 配信開始日    | 配信時間                   | 配信サイト |
| ------------- | -------------------------- | --- |
| 2024年4月4日  | 木曜 0:30（水曜深夜） 更新 | Lemino U-NEXT アニメタイムズ アニメ放題 |
| 2024年4月7日  | 日曜 0:30（土曜深夜） 更新 | ABEMA Amazon Prime Video dアニメストア DMM TV FOD Hulu バンダイチャンネル WOWOWオンデマンド TVer ネットもテレ東 ニコニコチャンネル Google TV ビデオマーケット music.jp カンテレドーガ |
|               | 日曜 10:00 更新            | VIDEX |
|               | 日曜 21:30 - 22:00         | ニコニコ生放送 |
| 2024年4月8日  | 月曜 0:00（日曜深夜） 更新 | J:COM STREAM TELASA milplus |
|               | 月曜 12:00 更新            | HAPPY!動画 |
| 2024年4月10日 | 水曜 12:00 更新            | ムービーフルPlus |

| テレビ東京 木曜 0:00 - 0:30（水曜深夜） | テレビ東京 木曜 0:00 - 0:30（水曜深夜） | テレビ東京 木曜 0:00 - 0:30（水曜深夜） |
| 前番組                                  | 番組名                                  | 次番組                                  |
| --------------------------------------- | --------------------------------------- | --------------------------------------- |
| 30歳まで童貞だと魔法使いになれるらしい  | バーテンダー 神のグラス                 | BLEACH ベストバウトセレクション         |

## テレビドラマ
2011年2月4日より4月1日まで、テレビ朝日系「金曜ナイトドラマ」枠で放送された。主演は相葉雅紀。
主演の相葉は「マイガール」以来約1年振りの連続ドラマ出演。また、「マイガール」に続き、主題歌は嵐が担当する。

### 概要
ドラマの放送に先駆けて、ドラマのテーマの「酒」にちなみ、相葉が様々なゲストと酒を交わしながら進行するトークバラエティー『相葉雅紀の「バーテンダー大作戦」』が1月14日に放送された。
「マイガール」以来嵐のメンバーが交代でドラマの主役を務め、その主題歌を嵐が歌ってきたが、この「バーテンダー」で終了となった。
2011年8月5日から19日まで、「バーテンダー」DVD・Blu-ray Discの発売を記念し、「バーテンダーの世界展」が東京タワーで開催した。

### キャスト
佐々倉溜
演 - 相葉雅紀（嵐）
主人公。

#### 週刊東京ワンダーナイト
来島美和
演 - 貫地谷しほり
雑誌「週刊東京ワンダーナイト」の記者。
五木瑤子
演 - 池津祥子
「週刊東京ワンダーナイト」の編集長。

#### バーテンダー
葛原隆一
演 - 金子ノブアキ（RIZE）
BAR「K」のバーテンダー。
加瀬五朗
演 - 竹中直人
溜の師匠。
杉山薫
演 - 荒川良々
老舗BAR「ラパン」のバーテンダー。
三橋順次
演 - 光石研
「ラパン」のチーフ・バーテンダー。

#### さくら食堂
桜肇
演 - 尾美としのり
美和の下宿先でもある定食店「さくら食堂」の主人。
桜寿
演 - 西慶子
「さくら食堂」の女将。

#### その他
来島泰三
演 - 津川雅彦
美和の祖父で来島グループの会長。

#### ゲスト
相葉雅紀の「バーテンダー大作戦」（2011年1月14日放送、視聴率10.3%）
- 舘ひろし、徳重聡
- 大地真央
- 村上信五（関ジャニ∞）、椿鬼奴、大久保佳代子、光浦靖子、まちゃまちゃ、関好江・山田真佐美（ボルサリーノ）
- 小山薫堂
- 「竜兵会」（上島竜兵、肥後克広、有吉弘行、ノッチ、安田和博、すぎ。）
- 志村けん

##### 第1話
松本潤
演 - 松本潤（嵐）（第2話）写真のみ

##### 第2話
清水
演 - 城島茂（TOKIO）

山岸由香利
演 - 倉科カナ

##### 第3話
織田公彦
演 - 津田寛治

##### 第4話
北方
演 - カンニング竹山

南原亜希
演 - 田中美保

##### 第5話
諏訪早苗
演 - 室井滋

諏訪マリ
演 - 芦名星

佐々倉源一
演 - 西郷輝彦

菊池雄二
演 - 六平直政

##### 第6話
山之内清治
演 - 大友康平

##### 第7話
早瀬宏昭
演 - 別所哲也

君島瑠美
演 - 佐藤江梨子

##### 最終話
本郷勇次
演 - 錦戸亮（関ジャニ∞）

### スタッフ（テレビドラマ）
- 原作 - 城アラキ（原作）、長友健篩（漫画）『Bartender』（集英社『スーパージャンプ』）[20]
- 脚本 - 高橋ナツコ、山浦雅大、日比野正和[20]
- 音楽 - 中島靖雄[20]
- 主題歌 - 嵐「Lotus」（ジェイ・ストーム）[17]
- 演出 - 片山修、田村直己、二宮崇、白石和彌[20]
- バーテンダー監修 - 酒向明浩（酒向BAR）、保志雄一（BAR 保志）
- バーテンダー指導 - 水澤泰彦（BAR Tiare）、浅倉淳（BAR ANTHEM）、亀島延昌（BAR EVITA）、八卷博和（BAR 東京）
- 協力 - 社団法人 日本バーテンダー協会
- チーフプロデューサー - 横地郁英（テレビ朝日）[18]
- プロデューサー - 中川慎子・大江達樹（テレビ朝日）、原藤一輝（ジェイ・ストーム）、中沢晋（オフィスクレッシェンド）[20]
- 企画・制作 - ジェイ・ストーム[20]
- 制作協力 - オフィスクレッシェンド[20]
- 制作著作 - テレビ朝日[20]

### 放送日程
| 話数                                                        | 放送日  | サブタイトル                                              | 原作 | 脚本       | 演出     | 視聴率 |
| ----------------------------------------------------------- | ------- | --------------------------------------------------------- | --- | ---------- | -------- | ------ |
| glass1                                                      | 2月4日  | 嵐を呼ぶ男VS伝説ホテル王… 永久にまずい酒                  | Glass1「優しい止まり木」 Glass2「古き仲間」 | 高橋ナツコ | 片山修   | 11.0%  |
| glass2                                                      | 2月11日 | 危険な女子会…美しすぎる親友の秘密                         | Glass6「『永』の技」 Glass8「完璧な味」 Glass14「愛のリキュール」                                                                                                   | 高橋ナツコ | 片山修   | 10.6%  |
| glass3                                                      | 2月18日 | 40女結婚やめます!! モテキ到来…幻のカクテル                | Glass21「カウンターの嘘（前編）」 Glass22「カウンターの嘘（後編）」 Glass48「マティーニの顔（前編）」 Glass49「マティーニの顔（後編）」 Glass50「レモンとオリーブ」 | 日比野正和 | 片山修   | 10.9%  |
| glass4                                                      | 2月25日 | 涙の毒入りカクテル… 12時歌舞伎町シンデレラ                | Glass5「カクテルの魔法」 Glass24「ふたつの顔」 Glass26「旅人のための一杯」 Glass54「溜の事情（前編）」 Glass55「溜の事情（後編）」                                  | 山浦雅大   | 田村直己 | 09.2%  |
| glass5                                                      | 3月4日  | 母と認めない!! 銀座の女帝 娘に遺す最期の一杯              | Glass89「テネシーワルツ（前編）」 Glass90「テネシーワルツ（後編）」                                                                                                 | 山浦雅大   | 二宮崇   | 08.9%  |
| glass6                                                      | 3月18日 | あの人に勇気をもらった…今こそ最高の一杯を                 | Glass29「バーの隠し味」 | 日比野正和 | 片山修   | 08.8%  |
| glass7                                                      | 3月25日 | 最終章!! さよなら…ラパンの日々                            | Glass9「琥珀の夢（アンバードリーム）」 Glass40「葉巻の煙（前編）」 Glass41「葉巻の煙（後編）」 Glass83「心の棘（後編）」                                            | 日比野正和 | 片山修   | 09.1%  |
| glass8                                                      | 4月01日 | 今夜完結!! 君へ捧ぐ最後のグラス… たとえ二度と逢えなくても | Glass62「バーテンダーの魂（前編）」 Glass65「男達に赤いバラを」 Glass135「始まりのグラス」                                                                          | 山浦雅大   | 片山修   | 11.7%  |
| 平均視聴率 10.03%（視聴率は関東地区・ビデオリサーチ社調べ） |         |                                                           | |            |          |        |

- 3月11日に放送予定だったglass6は『ANN緊急報道特別番組 宮城県で震度7』（同日午後に発生した東北地方太平洋沖地震〈東日本大震災〉関連の報道特別番組）放送のため当日の放送を急遽休止して翌週に順延。以後の放送も1週間ずつ繰り下げられた。
- final glassは、朝日放送では『探偵!ナイトスクープ』の後 （0時24分 - ）に自社制作・松浦亜弥主演のスペシャルドラマ『サクラとさつき』が放送されたため、時差ネット時間が1時34分からに繰り下げとなった。
- final glassのゲストの錦戸亮（関ジャニ∞・NEWS(当時)）は次番組の『犬を飼うということ〜スカイと我が家の180日〜』で主演を務める（役柄も同じ）。

| テレビ朝日系列 金曜ナイトドラマ    | テレビ朝日系列 金曜ナイトドラマ        | テレビ朝日系列 金曜ナイトドラマ                                          |
| 前番組                             | 番組名                                 | 次番組                                                                   |
| ---------------------------------- | -------------------------------------- | ------------------------------------------------------------------------ |
| 秘密 （2010年10月15日 - 12月10日） | バーテンダー （2011年2月4日 - 4月1日） | 犬を飼うということ 〜スカイと我が家の180日〜 （2011年4月15日 - 6月10日） |